# 蘆山紅四方面軍舊址
蘆山紅四方面軍舊址位於四川省雅安市蘆山縣，文物遺址年代判定為1935年-1936年。2007年6月1日公佈為四川省第七批文物保護單位。